# شدة تلمسانية
الشدة التلمسانية هي أحد الألبسة التقليدية الجزائرية التي ترتبط بمدينة تلمسان، وتعود أصولها إلى للدولة الزيانية. يُعتبر هذا اللباس رمزا للتراث الثقافي للمدينة، وقد انتشر في ولايات الغرب الجزائري مثل وهران ومستغانم. كان هذا الزي مخصصًا للأميرات والنخب، ويتميز بدقة صناعته وتنوع مكوناته.

## تاريخ
يعد لباس «الشدة» الخاص بالعروس اللباس الأكثر فخامة بين الأزياء التقليدية بولاية تلمسان الجزائرية، كونه يتألف من مجموعة واسعة من مستلزمات اللباس والحلي، ولقيمته الفنية والجمالية والتاريخية صنفته منظمة «اليونسكو» ضمن التراث الإنساني المشترك، وتباينت الروايات في سبب تسمية هذا اللباس بـ«الشدة»، بين من يقول إن السبب هو كون الحلي والمجوهرات المرصعة به تضفي عليه لمعانا شديدا، ولأجل ذلك أطلق عليه اسم «الشدة»، بينما يؤكد آخرون أن السبب الحقيقي لهذه التسمية هو أن خيوطه ومجوهراته مشدودة ومتماسكة بعضها مع بعض بقوة وبشدة.
لكن الرواية الأكثر شيوعا هي ما نقلتها زهرة العاملة بأحد محلات بيع الشدة بسوق مختصة ببيع الألبسة التقليدية بوسط مدينة تلمسان، حينما أكدت أن السر في تسمية هذا اللباس بالشدة هو أنه يُعد بمثابة اختبار لصبر العروس ليلة زفافها بتحملها هذا اللباس الذي يزن أكثر من 15 كيلوغراما منذ خروجها من بيت أهلها إلى بيت زوجها.
ويتألف هذا اللباس من 12 قطعة متناسقة، أبرزها البلوزة والقفطان والشاشية والفوطة، ومرصع بأكثر من 50 صنفا من المجوهرات التقليدية المحلية المصنوعة بتلمسان، ويصل سعره إلى أكثر من ثلاثة آلاف يورو، وتستغرق مدة خياطته أكثر من أربعة أشهر.

## لباس العروس
لباس الأميرات و«البلوزة» عبارة عن فستان حريري مطرز بخيط مغلف بالذهب أو الفضة، ويطلق عليه اسم «الفتلة»، ويوضع فوق البلوزة ثوب آخر مطرز أيضا بخيوط الذهب ويسمى بـ«السترة» ويرصع هذا الثوب بالمجوهرات والحلي التي تغطي منطقة الصدر، ويختتم هذا اللباس بـ«القفطان».
ويتألف القفطان أو «أرفطان» من رداء مستقيم من المخمل يلبس فوق «بلوزة» مصنوعة من النسيج اليدوي. وقد نتج هذا الزي التقليدي الأكثر فخامة من بين الأزياء التلمسانية، عن الجمع بين مجموعة واسعة من مستلزمات اللباس والحلي.
ويستكمل الزي، إضافة إلى فستان البلوزة التحتية، بفوطة وحزام من المنسوج، ولا يُسمح للعروس بارتداء الحزام والفوطة المقلمة إلا بعد انتهاء مراسم الزفاف.
وترجع أصول التقليد المتعلق بـ«التاج الملكي»، وهي عبارة عن عمرة مخملية مطرزة ذات شكل مخروطي إلى تاريخ عمرات الرأس النسوية لسكان الحضر في الأندلس، وهي مزينة من حوافها بمنديل من النسيج ينتهي بخصل حريرية طويلة من الفتول المبرومة يدويا.
أما مجموعة المجوهرات التي تغطي الرأس فتشكل هيكلا تراتبيا محكما مرصعا بالأحجار الكريمة يسمى زرارف، ومن تيجان تسمى جباين وزوج من «الخراص» تتألف من أحجار كريمة باروكية.
ورغم كثافة التطريز على صدر القفطان التلمساني، فإنه يُزين أيضا بأعداد كبيرة من أطواق اللؤلؤ أو الجوهر التي تسمى إبزيم، وبعقود من اللوزيات الذهبية، وبسلاسل مضفورة تسمى كرافاش، وبقلائد من الذهب الأصفر المخرّم من نوع «مسكية وخامسة».
وهذا البهرج في الزي التلمساني يتضمن بعدا «سيميائيا» عميقا ورث عن الحقبة القديمة، إذ يعتقد أنه يضفي على الأنسجة المقلمة والحرير اللماع والتطريز الوهاج واللآلئ البراقة القدرة على إبعاد الأرواح الشريرة وحماية المرأة التي تشكل أساس الأسرة والمجتمع.

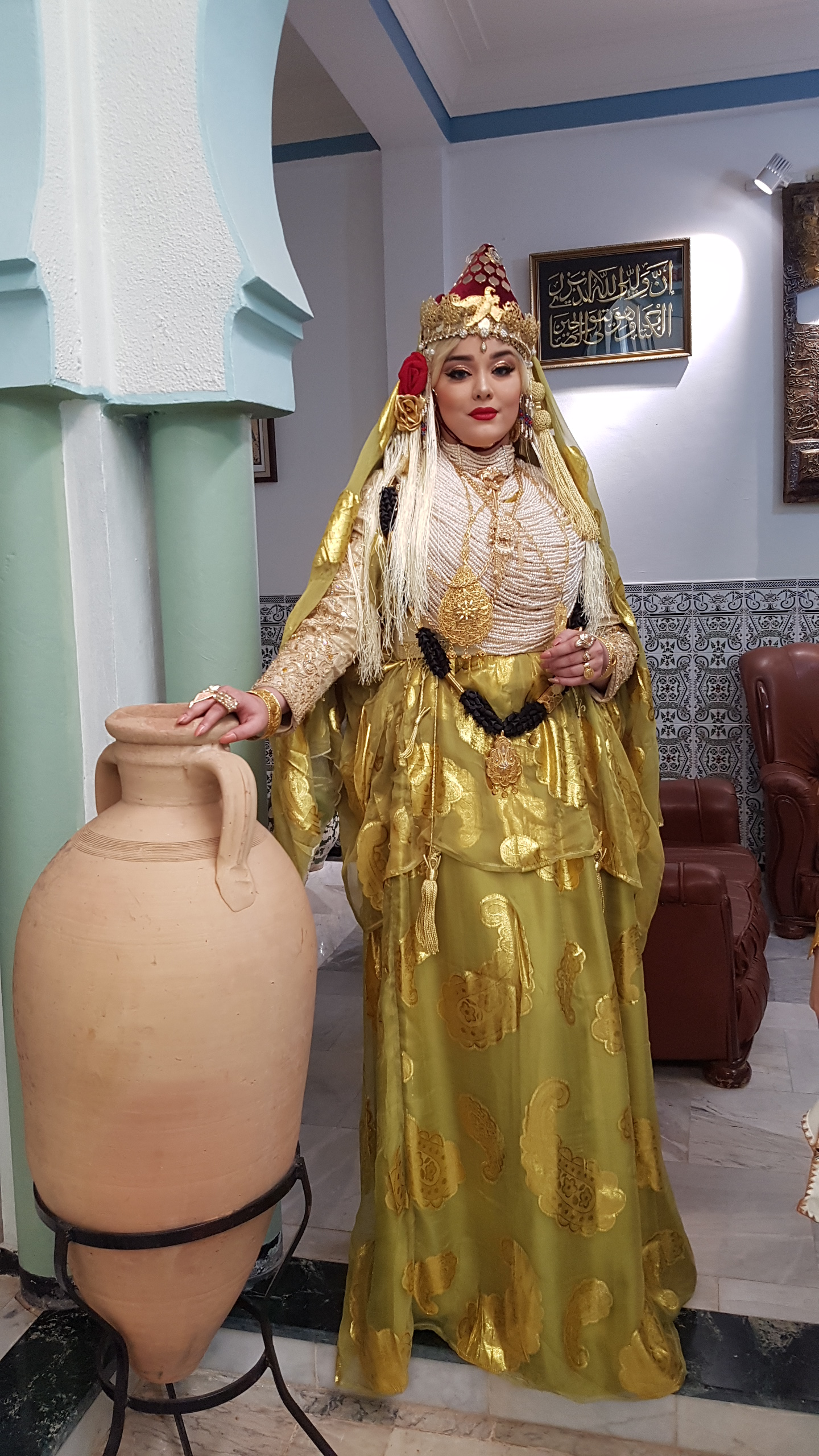
الشدة المستغانمية تتشابه كثيرا مع الشدة التلمسانية

## تراث إنساني
ويعود تاريخ هذا اللباس التقليدي إلى مرحلة ما قبل سقوط الأندلس، وكان لباسا خاصا بالأميرات في منطقة تلمسان. ونظرا لقيمته التاريخية والحضارية والفنية، صنفته منظمة الأمم المتحدة للتربية والعلوم والثقافة (اليونسكو) ضمن قائمة التراث الثقافي غير المادي للإنسانية بمناسبة الدورة السابعة للجنة الوزارية المشتركة لحماية التراث الثقافي غير المادي المنعقدة بمقر المنظمة في باريس عام 2012.
وحسب حديث أحد المرشدين بمركز التفسير للباس التقليدي المتواجد بمتحف قصر المشور في قلب المدينة للجزيرة نت يجمع هذا اللباس التقليدي بين عدة حضارات، فالبلوزة أصلها من الحضارة العربية، والفوطة من الحضارة الأمازيغية، والقفطان من الحضارة العثمانية بينما الشاشية مستمدة من الحضارة الأندلسية.
ورغم غلاء ثمنه فإن سكان مدينة تلمسان متمسكون بهذا التراث الذي يشكل جزءا من حضارتهم. ويقول محامدي نسيم صاحب محل لبيع المجوهرات بالمدينة إن العديد من العائلات العاجزة عن شرائه تقوم بكرائه، وبيّن أن ارتفاع أسعار الذهب دفع ببعض النساء إلى الاكتفاء باستعمال مجوهرات الفضة الأقل ثمنا.

## أصل التسمية
تباينت الروايات في سبب تسمية هذا اللباس ب«الشدة»، يقول البعض أن السبب هو كون الحلي والمجوهرات المرصعة به تضفي عليه لمعانا شديدا، ولأجل ذلك أطلق عليه اسم الشدة، بينما يؤكد آخرون أن السبب الحقيقي لهذه التسمية هو أن خيوطه ومجوهراته مشدودة ومتماسكة بعضها مع بعض بقوة وبشدة.
لكن الرواية الأكثر شيوعا هي ما نقلتها عاملة بأحد محلات بيع الشدة بسوق مختصة ببيع الألبسة التقليدية بوسط مدينة تلمسان، حينما أكدت أن السر في تسمية هذا اللباس بالشدة هو أنه يعد بمثابة اختبار لصبر العروس ليلة زفافها بتحملها هذا اللباس الذي يزن أكثر من 15 كيلوغراما منذ خروجها من بيت أهلها إلى بيت زوجها.
سبب تسمية هذا اللباس بـ«الشدة». وفقًا لإحدى الروايات، يُعتقد أن سبب التسمية يعود إلى الحلي والمجوهرات المرصعة في اللباس، التي تضفي عليه لمعانًا شديدًا. بينما تؤكد رواية أخرى أن سبب التسمية يكمن في كون خيوط اللباس والمجوهرات مشدودة ومتماسكة بقوة. وتعد الرواية الأكثر شيوعًا هي تلك التي وردت عن عائلات غربية كوهران و مستغانم و محلات بيع الشدة بمدينة تلمسان، حيث أن التسمية الشدة ،مرتبطة بتحمل العروس ثقل هذا اللباس الذي يتجاوز وزنه الـ15 كيلوغرامًا، كاختبار لصبرها في ليلة زفافها، وهو ما يرمز إلى قدرتها على الصبر والتحمل في حياتها الزوجية المستقبلية.

## معرض صور

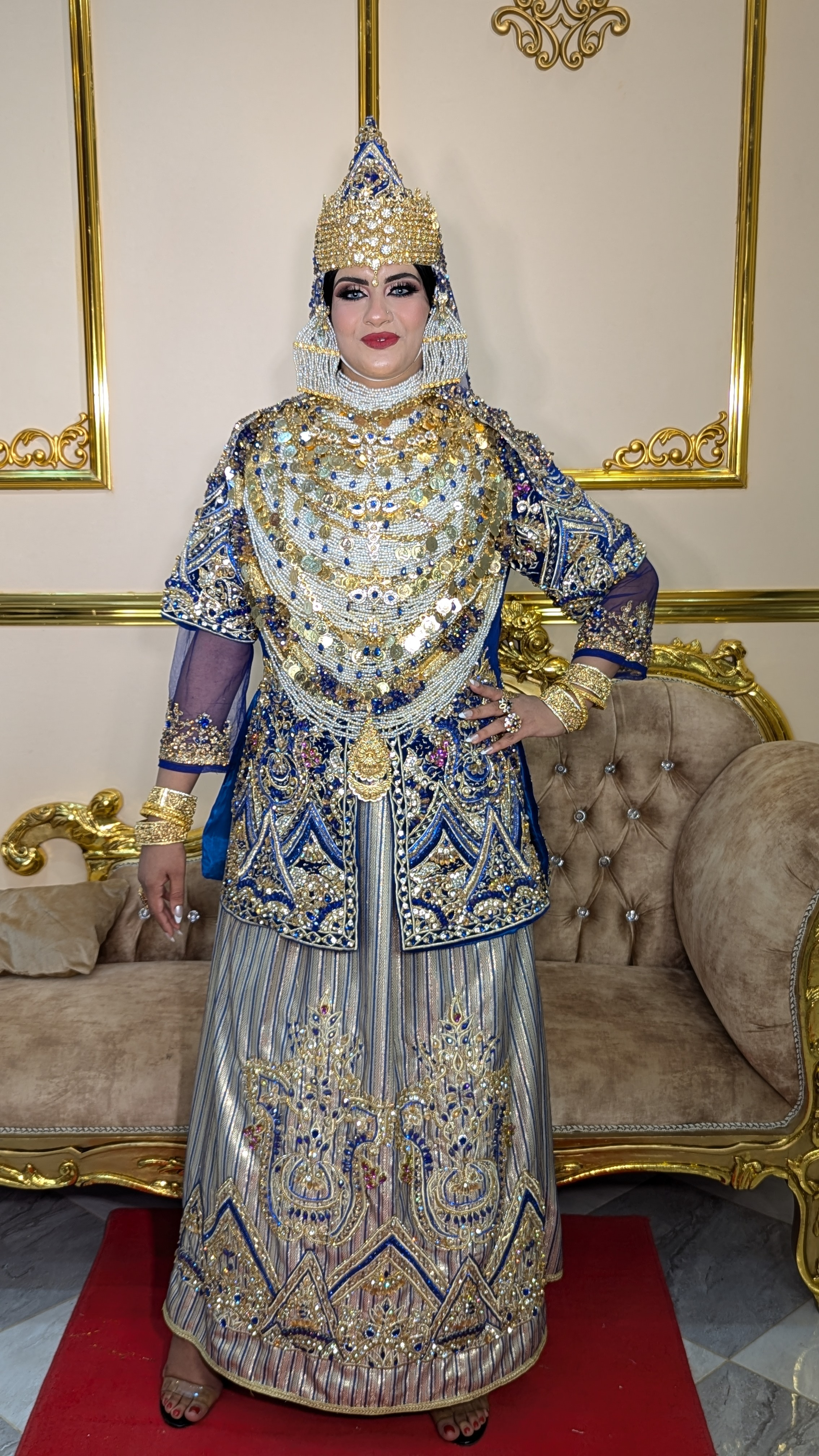
شدة عصرية
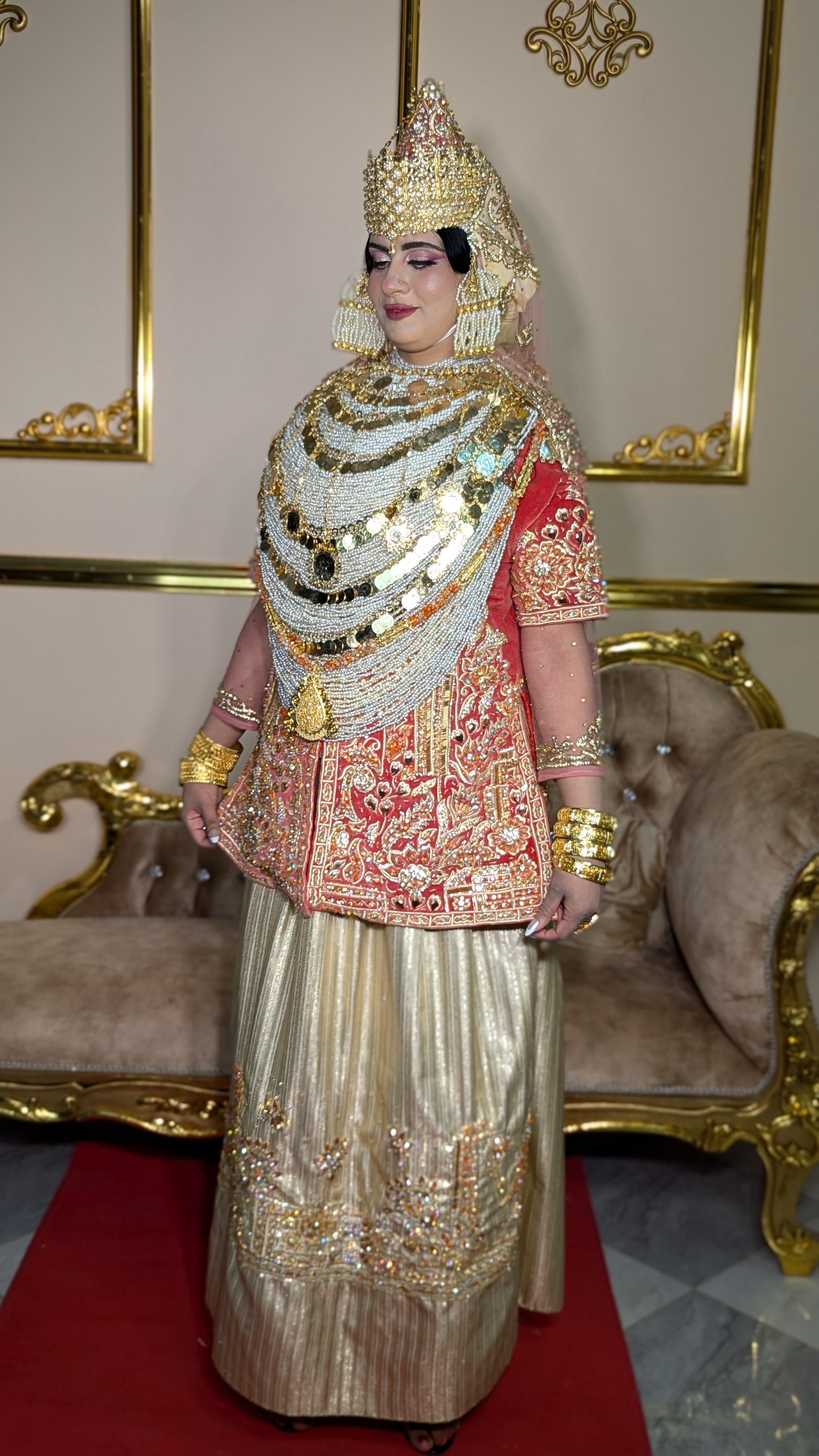
شدة عصرية
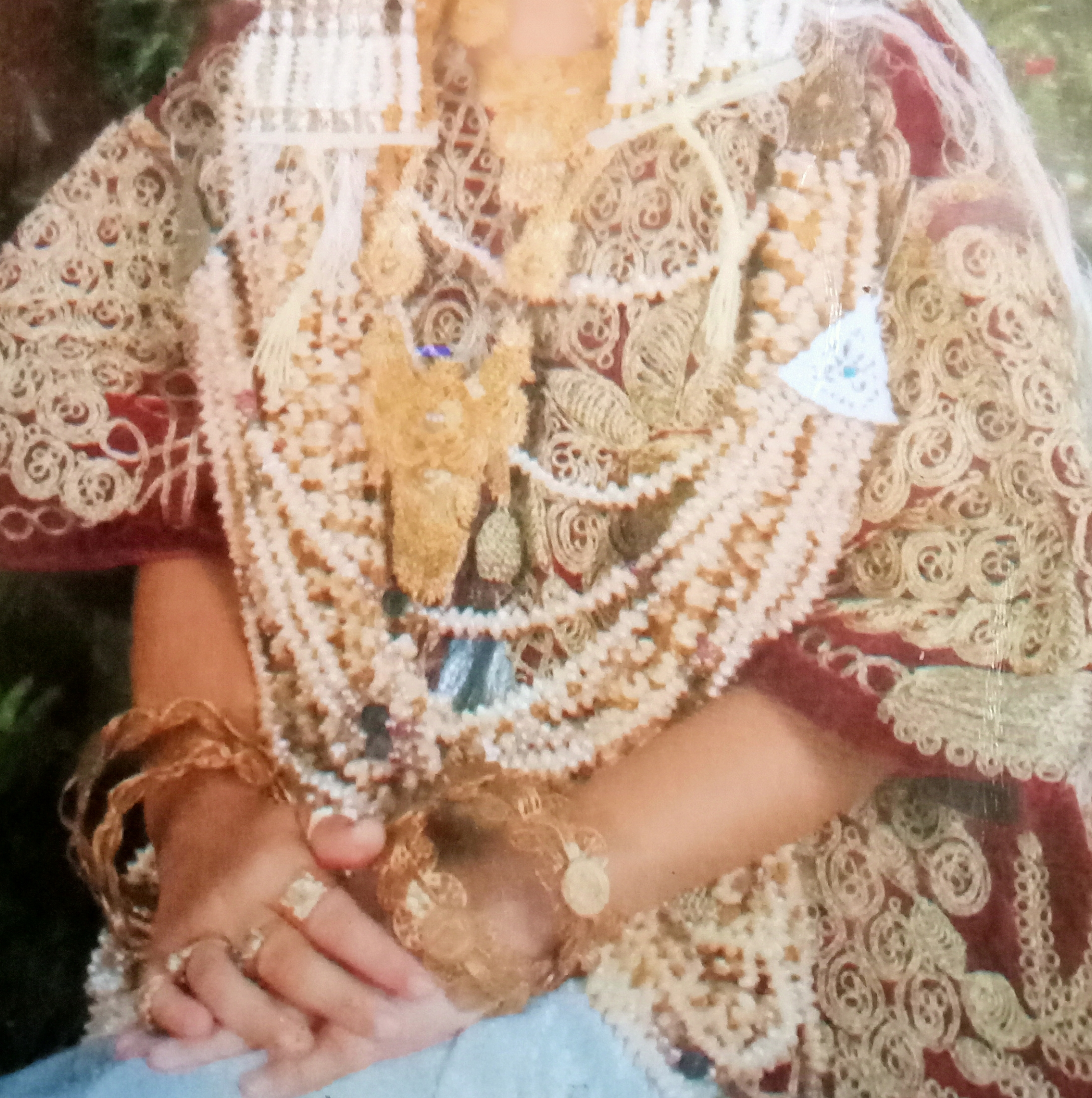
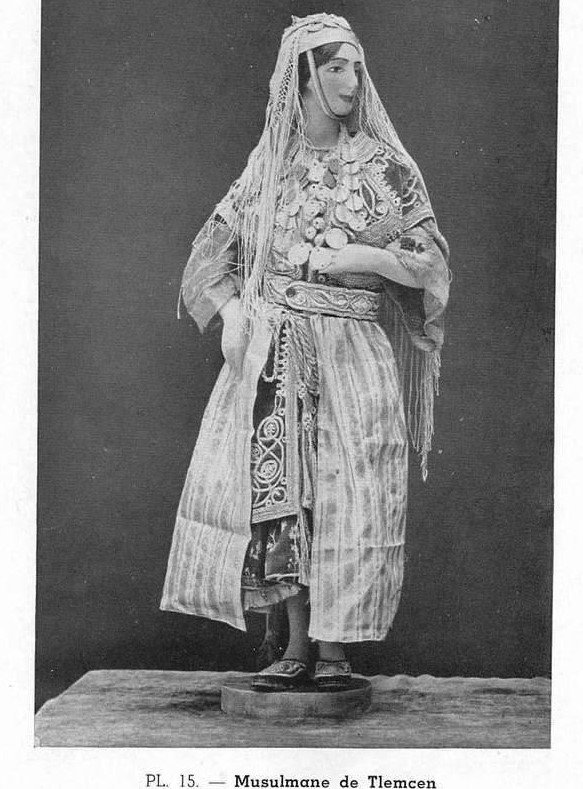
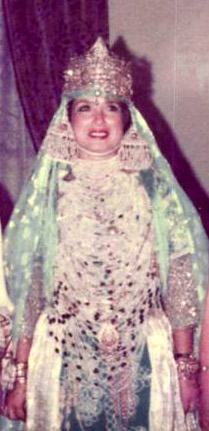
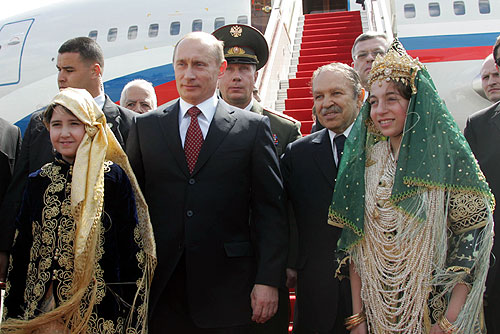
فتاة ترتدي الشدة خلال زيارة فلاديمير بوتين إلى الجزائر 10 مارس 2006

## وصلات خارجية
- صفحة اللباس التقليدي الجزائري على صفحة اليونسكو